# 야마에촌 (후쿠오카현)
야마에촌(山家村)은 후쿠오카현 지쿠시군에 설치되었던 촌이다. 1955년 3월 1일 야마에촌 및 후쓰카이치정, 미카사촌, 지쿠시촌, 야마구치촌 등 5개 정·촌이 합병하여 지쿠시노정이 신설되고 폐지되었다.